# Elmar Neuß
Elmar Neuß (* 12. März 1942 in Malmedy) ist ein deutscher Germanist, Sprachwissenschaftler und Hochschullehrer.

## Leben und Wirken
Nach seiner Reifeprüfung 1962 in Monschau studierte Elmar Neuß Germanistik, Geschichte und Philosophie und zwar von 1962 bis 1963 an der Universität Köln, von 1963 bis 1965 an der Freien Universität Berlin und von 1965 bis 1968 an der Universität Bonn. In Bonn legte er 1968 die Magisterprüfung und das erste Staatsexamen für den höheren Schuldienst ab. Bis 1970 war er dort Verwalter einer wissenschaftlichen Assistentenstelle und promovierte 1970 zum Dr. phil. bei Rudolf Schützeichel. Bis zu seinem Eintritt in den Ruhestand lehrte er (zuletzt als Akademischer Oberrat) Deutsche Literatur des Mittelalters und Deutsche Sprache an der Universität Münster. Von 1984 bis 2016 war er Vorsitzender des Geschichtsvereins des Monschauer Landes. Zu seinen Forschungsgebieten gehören die Historische Linguistik, Namensforschung sowie die rheinische Landesgeschichte, vor allem die Geschichte des Monschauer Landes.

## Veröffentlichungen (Auswahl)
- Das sprachhistorische Problem von Godefrit Hagens Reimchronik der Stadt Köln. In: Rheinische Vierteljahrsblätter, Jg. 1969, S. 297–329.
- Zur sprachlichen Bestimmung niederrheinischer Synodalprotokolle des 16. und 17. Jahrhunderts. In: Monatshefte für evangelische Kirchengeschichte des Rheinlandes, Bd. 22 (1973), S. 1–37.
- Studien zu den althochdeutschen Tierbezeichnungen der Handschriften Paris lat. 9344, Berlin lat. [oktav] 73, Trier R. III und Wolfenbüttel 10.3. Aug. [quart] (= Münstersche Mittelalter-Schriften, Bd. 16). Fink, München 1973 (= Dissertation Universität Bonn).
- Westfränkische Personennamen. Probleme und Analyse und Auswertung für die Sprachgeschichte. In: Beiträge zur Namenforschung, Bd. 13 (1978), S. 121–174.
- Kopulativkomposita. In: Sprachwissenschaft, Bd. 6 (1981), H. 1, S. 31–68.
- Sprache und Stil der deutschen Briefe von Julius Pflug. In: Elmar Neuß (Hrsg.): Pflugiana. Studien über Julius Pflug (1499–1564). Ein internationales Symposium (= Reformationsgeschichtliche Studien und Texte, Bd. 129). Aschendorff, Münster 1990, S. 177–198, ISBN 3-402-03777-7.
- Monschau (= Rheinischer Städteatlas, Nr. 56, Lfg. 10). Röhrscheid, Bonn 1992, ISBN 3-7927-1269-5.
- Sprachraumbildung am Niederrhein und die Franken. Anmerkungen zu Verfahren der Sprachgeschichtsschreibung. In: Dieter Geuenich (Hrsg.): Die Franken und die Alemannen bis zur "Schlacht bei Zülpich" (496/97). de Gruyter, Berlin 1998, S. 156–192, ISBN 978-3-11-080434-8.
- Die Burg Monschau 1198–1998. Bauentwicklung und Rolle in der Geschichte des Monschauer Landes (= Beiträge zur Geschichte des Monschauer Landes, Bd. 4). Geschichtsverein des Monschauer Landes, Monschau 1998.
- Rheinische Sprachgeschichte im 17. Jahrhundert. In: Jürgen Macha u. a. (Hrsg.): Rheinisch-westfälische Sprachgeschichte (= Niederdeutsche Studien, Bd. 46). Böhlau, Köln 2000, S. 181–208, ISBN 3-412-06000-3.
- Erhebung und Auswertung von Flurnamen. In: Georg Weber (Hrsg.): Zugänge zur Gemeinde. Soziologische, historische und sprachwissenschaftliche Beiträge [Paul Philippi zum 75. Geburtstag] (= Studia Transsylvanica, Bd. 24). Böhlau, Köln 2000, S. 441–484, ISBN 3-412-05798-3.
- (Hrsg., mit Toni Offermann): Der Arzt und Aufklärer Johann Christian Jonas (1765-1834). Seine medizinische Topographie des Kantons Monschau und weitere Schriften (= Beiträge zur Geschichte des Monschauer Landes, Bd. 16). Böhlau, Köln 2017, ISBN 3-412-50760-1.
- (Bearb.): Die Weistümer des Amtes Monschau und der Herrschaft Hetzingen (= Rheinische Weistümer, 4. Abt., Bd. 2). Böhlau, Köln 2019, ISBN 978-3-412-50104-4.
- Das Monschauer Land im Mittelalter (= Beiträge zur Geschichte des Monschauer Landes, Bd. 22). Verlag für Regionalgeschichte, Münster 2022, ISBN 978-3-7395-1422-2.